# Rob Walker
Robert Ramsay Campbell „Rob” Walker (ur. 14 sierpnia 1917 w Rickmansworth, zm. 29 kwietnia 2002) – brytyjski pilot, kierowca wyścigowy i właściciel jednego z najbardziej znanych prywatnych zespołów Formuły 1.

## Życiorys
Wywodził się z rodziny producentów whisky Johnnie Walker. Jego ojciec zmarł, gdy Robert miał 4 lata.
Jako czynny kierowca startował przed II wojną światową samochodami Lea-Francis i Delahaye. W 1939 roku zajął ósme miejsce w 24-godzinnym wyścigu w Le Mans.
Po wybuchu wojny wstąpił do Królewskich Sił Powietrznych (licencję pilota zdobył jeszcze w latach 30. XX wieku).
Po wojnie zrezygnował z czynnej kariery wyścigowej; założył natomiast malutki zespół, który zajmował się wypożyczaniem samochodów sportowych marki Delahaye i Delage.
W 1957 roku zdecydował się wejść w świat Formuły 1, nawiązując współpracę (tj. kupując gotowe modele samochodów) z zespołem Coopera. W pierwszym sezonie kierowcą został późniejszy trzykrotny mistrz świata, Jack Brabham. W 1958 roku Brabham odszedł do fabrycznego zespołu Coopera, a jego miejsce zajęli Maurice Trintignant oraz Stirling Moss (nominalnie związany z ekipą Vanwalla).
W barwach zespołu Walkera Moss wystartował tylko w jednym wyścigu (Grand Prix Argentyny), który jednakże wygrał z przewagą trzech sekund nad Luigim Musso. Było to historyczne, pierwsze zwycięstwo w F1 samochodu z silnikiem umiejscowionym za siedzeniem kierowcy. Ekipa Vanwalla wycofała się z mistrzostw wraz z końcem sezonu, więc Moss powrócił do zespołu Walkera, w którym startował już do końca kariery.
W latach 1958–1961 ekipa Walkera odniosła łącznie osiem zwycięstw, z czego aż siedem było dziełem Mossa. Wśród tych sukcesów znalazły się m.in. trzy kolejne wygrane w prestiżowym Grand Prix Monako (Trintignant w 1958; Moss w 1959 i 1960).
Pasmo sukcesów dobiegło końca wraz z wypadkiem Mossa na torze Goodwood w kwietniu 1962 roku, po którym Anglik zakończył karierę sportową. Po kilku chudych latach Walker ponownie znalazł się na fali w 1968 roku, kupując od Colina Chapmana model Lotus 49, który zdominował przebieg rywalizacji w tamtym sezonie. W trakcie deszczowej Grand Prix Wielkiej Brytanii na torze Brands Hatch kierowca Walkera, Jo Siffert wykorzystał awarie techniczne dwóch fabrycznych zawodników Lotusa, Grahama Hilla oraz Jackiego Olivera i odniósł jedno z najbardziej pamiętnych zwycięstw w historii Formuły 1. Było to dziewiąte, ostatnie zwycięstwo Roba Walkera w F1 i zarazem ostatnie zwycięstwo w pełni prywatnego zespołu (tj. nie posiadającego samochodu własnej konstrukcji) w historii tej dyscypliny.
Po zakończeniu sezonu 1968 Walker wycofał swój zespół z F1. Na początku lat 70. współpracował jeszcze z zespołem Johna Surteesa oraz projektem Harry'ego Stillera, był także menedżerem Mike'a Hailwooda. Na faktyczną emeryturę odszedł w 1975 roku.
Przez 62 lata był żonaty z Elizabeth „Betty” Duncan; miał dwoje dzieci. Zmarł na zapalenie płuc.